# Onthophagus furcicollis
Onthophagus furcicollis är en skalbaggsart som beskrevs av Gilbert John Arrow 1931. Onthophagus furcicollis ingår i släktet Onthophagus och familjen bladhorningar. Inga underarter finns listade i Catalogue of Life.